# Cierva Point
Der Cierva Point (in Chile Cabo Tisné) ist eine Landspitze an der Danco-Küste des Grahamlands auf der Antarktischen Halbinsel. Es markiert 8,8 km südsüdöstlich des Kap Sterneck die südliche Begrenzung der Einfahrt von der Hughes Bay in die Cierva Cove. 
Die Landspitze ist felsig, hügelig und im antarktischen Sommer unvereist, so dass hier auch Pflanzen in großen Büscheln gedeihen. Im Jahr 1954 errichteten argentinische Wissenschaftler hier eine Schutzhütte. Chilenische Wissenschaftler benannten sie nach Fernando Tisné Brousse, Leiter der 6. Chilenischen Antarktisexpedition (1951–1952). Das UK Antarctic Place-Names Committee benannte sie dagegen 1980 in Anlehnung an die Benennung der Cierva Cove. Deren Namensgeber ist der spanische Luftfahrtpionier Juan de la Cierva (1895–1936), Entwickler des ersten Tragschraubers.